# Nokia 6610i
Nokia 6610i — мобильный телефон фирмы Nokia, выпущенный на рынок в 2004 году. Телефон относят к бизнес-классу в основном за строгий дизайн и наличие органайзера, бумажника и других подобных функций.
Телефон отлично показал себя в эксплуатации (ударостоек, неприхотлив). Большинство выпущенных аппаратов работают по сей день (2021).
По данным Top.Wapstart вторая по популярности модель Nokia для просмотра WAP-сайтов на 2006 год.

## Связь
- GSM 900/ 1800/ 1900
- WAP: 1.2.1
- GPRS: 3/1.
- HSCSD
- Автодозвон
- Ожидание вызова
- Громкая связь
- Переадресация

## Память
- Встроенная память на 4 Мегабайта динамически распределяется между всеми хранимыми файлами.
- Телефонная книга на 500 имен + память sim-карты.

## Мультимедиа
- FM Радио (стерео)
- Мелодии midi (4 голоса)
- Фотокамера 352x288 точек (0.1 МП). Режимы: стандартный, портрет, ночная съемка. Качество сжатия JPG: высокое, базовое, низкое.
- Редактор фотографий: добавление текста, рамок, элементов изображения, zoom, контраст.
- Изображения формата *.jpg, *.gif
- ИК Порт в верхнем торце телефона.

## Питание
Аккумулятор Li-Ion 720 мАч, тип BLD-3.
Максимальное время разговора: 3.5 ч
Максимальное время ожидания: 430 ч

## Коды
Вводить в режиме ожидания.
- *#06# — показывает IMEI
- *#0000# — показывает версию прошивки
- *#92702689# — показывает IMEI, дату выпуска, срок жизни
- *#7370925538# — сбросить ключ бумажника и все содержимое
- 12345 — защитный код по умолчанию

## Похожие модели
- Nokia 7250i
- Nokia 7250
- Nokia 7210
- Nokia 6610
- Nokia 3200
- Nokia 6100
- Siemens MC60
- Nokia 3100